# Johannes Friessner
Johannes Frießner, född 22 mars 1892 i Chemnitz död 26 juni 1971 i Bad Reichenhall var en tysk militär. Han befordrades till generalmajor 14 augusti 1940 och till generalöverste 23 juli 1944. Han erhöll Riddarkorset av järnkorset med eklöv 1944.

## Biografi
Frießner påbörjade sin militära karriär i ett infanteriregemente 1911. Under första världskriget var han bataljonsadjutant innan han blev generalstabskadett och -adjutant. Efter kriget fortsatte han att tjänstgöra i Reichswehr. 
År 1938 blev han stabschef för der Inspektion der Kriegsschulen. Vid krigsutbrottet den 1 september 1939 fick han tjänsten som inspektör för arméns utbildningsväsende. Efter en tvist med partifunktionärer i NSDAP fick han den 1 maj 1942 befälet över 102. Infanterie-Division som befann sig på östfronten. I januari 1943 fick Frießner istället befälet över en armékår som befann sig i samma område som hans tidigare division. 
Sommaren 1943 utkämpade hans kår strider vid Orel och han förlänades den 23 juli med riddarkorset. Efter att i december 1943 en kort tid ha vikarierat som befälhavare för 4. Armee fick han i februari 1944 befälet över den tillfälliga Armeegruppe Frießner som sattes in i skarven mellan 16. Armee och 18. Armee. Dessa arméer befann sig på norra delen av östfronten och var hårt ansatta av den sovjetiska vinteroffensiven. Den 23 februari fick Frießner befälet över Armee-Abteilung Narwa som bland annat hade III. SS-Panzerkorps som underställt förband. Här ledde han försvarsstriderna runt Narva fram till den 3 juli 1944 då han fick befälet över Armégrupp Nord. Frießner belönades för sina insatser vid Narva med eklöven till sitt riddarkors. 
I slutet av juli 1944 lämnade Frießner norra delen av östfronten och reste söderut för att ta befälet över Armégrupp Sydukraina. Armégruppen led stora förluster i en sovjetisk storoffensiv i augusti och krossades i stort sett. Därför återuppställdes Armégrupp Syd med Freissner som befälhavare. 
Den 29 november 1944 lyckades Frießners armégrupp tillfälligt stabilisera fronten. Men reträtten fortsatte snart in i Ungern och han hamnade i onåd hos Adolf Hitler. Han placerades därför den 22 december i befälsreserven och kom inte få någon mer tjänstgöring under kriget. Vid krigsslutet hamnade han den 8 maj 1945 i allierad krigsfångenskap och släpptes fri den 17 november 1947. 

## Befäl
- 102. Infanterie-Division 1 maj 1942 – 20 januari 1943
- 23. Armekåren 20 januari 1943 – 31 januari 1944
- Arnégrupp Friessner 2 februari – 22 februari 1944
- Arméavdelning Narva 23 februari – 3 juli 1944
- Armégrupp Norr 3 juli -25 juli 1944
- Armégrupp Sydukraina 25 juli – 23 september 1944
- Armégrupp Syd 23 september – 23 december 1944